# Rammingen (Baviera)
Rammingen é um município da Alemanha, situado no distrito de Baixa Algóvia, no estado da Baviera. Tem 19,27 km² de área, e sua população em 2019 foi estimada em 1.542 habitantes.